# Іоланта
«Іола́нта» (рос. Иоланта) — лірична опера на одну дію російського композитора  Петра Ілліча Чайковського на лібрето Модеста Ілліча Чайковського за драмою Генріха Герца «Донька короля Рене».
Прем'єра відбулася 6 грудня 1892 року в Маріїнському театрі. Незабаром опера була поставлена в Гамбурзі (1892), Копенгагені (1893); 11 листопада 1893 року — в Большому театрі у Москві.
П'єса данського поета й драматурга Генріха Герца «Донька короля Рене» (1845) заснована на стародавній легенді: сліпа від народження дочка короля Провансу не знає про своє нещастя, але молодий лицар відкриває їй страшну правду. Бажання Іоланти побачити світ, посилюване погрозою короля стратити лицаря, якщо спроба лікаря відновити її зір залишиться невдалою, приводить до щасливої розв'язки — Іоланта прозріває. П'єса Герца покликала до життя кілька опер, зокрема написану російським композитором С. Юферовим (1893). Задум народився в Чайковського під впливом виконання п'єси Герца в Малому театрі (1888), де головну роль грала Е. Лешковська. Оперу Чайковський задумав як твердження перемоги світла над темрявою.
«Іоланта» — одне з його найбільш ліричних і поетичних творів. Образ головної героїні, навіть серед інших жіночих образів, створених композитором, виділяється своєю ліричністю і тендітністю. Опера вирішена в камерному плані. Вся дія зосереджена на розкритті внутрішнього світу героїв і почутті всепоглинаючої любові, що охоплює Іоланту й Водемона (у п'єсі — Тристана). Проникливий ліризм, філософська значущість, етична шляхетність відзначають образи короля Рене й мудрого східного лікаря. Цьому колу піднесених героїв протистоїть блискучий і дещо поверхневий Роберт (у п'єсі — Жоффруа), чия музична характеристика, особливо арія «Кто может сравниться з Матильдой моей» («Хто може зрівнятися із Матильдою моєю»), навмисно протиставлена задушевному ладу ліричних героїв.
Опера Чайковського завоювала симпатії слухачів і закріпилася в репертуарі театрів. Серед видатних виконавиць головної ролі — Антоніна Нєжданова. З успіхом опера виконувалася за кордоном. Особливо значний віденський спектакль 1900 року, здійснений під орудою Густава Малера. Опера була екранізована Ризькою кіностудією (випущено в 1974 році).